# Feelin' Good (bài hát)
"Feelin' Good" là ca khúc của ban nhạc người Anh Faithless, được trích từ album phòng thu thứ sáu The Dance (2010). Bài hát được phát hành tại Anh dưới dạng tải nhạc số ngày 29 tháng 8 năm 2010. Ca khúc có sự xuất hiện của Dido, em gái Rollo, trong phần giọng nền, ca khúc đạt vị trí thứ 125 trên UK Singles Chart.

## Danh sách bài hát
| Tải nhạc số | Tải nhạc số                                                           | Tải nhạc số |
| STT         | Nhan đề                                                               | Thời lượng  |
| ----------- | --------------------------------------------------------------------- | ----------- |
| 1.          | "Feelin' Good" (hợp tác cùng Dido) (bản chỉnh sửa của đài phát thanh) | 3:16        |

## Xếp hạng
| Bảng xếp hạng (2010)                 | Vị trí cao nhất |
| ------------------------------------ | --------------- |
| UK Singles (Official Charts Company) | 125             |

## Lịch sử phát hành
| Khu vực | Ngày                | Định dạng   | Hãng đĩa    |
| ------- | ------------------- | ----------- | ----------- |
| Anh     | 29 tháng 8 năm 2010 | Tải nhạc số | Nates Tunes |